# Clark County (Kansas)
Clark County ist ein County im Bundesstaat Kansas der Vereinigten Staaten. Das U.S. Census Bureau hat bei der Volkszählung 2020 eine Einwohnerzahl von 1991 ermittelt.
Der Verwaltungssitz (County Seat) ist Ashland. Das County gehört zu den Dry Countys, was bedeutet, dass der Verkauf von Alkohol eingeschränkt oder verboten ist.

## Geographie
Das County liegt im Südwesten von Kansas, grenzt im Süden an Oklahoma und hat eine Fläche von 2531 Quadratkilometern, wovon sieben Quadratkilometer Wasserfläche sind. Es grenzt in Kansas im Uhrzeigersinn an Concordia  Countys: Ford County, Kiowa County, Comanche County und Meade County.

## Geschichte
Clark County wurde am 7. März 1885 aus Teilen des Ford County gebildet. Benannt wurde es nach Charles F. Clarke, einem Offizier im Amerikanischen Bürgerkrieg, der bei der Schlacht von Memphis starb.
5 Bauwerke und Stätten des Countys sind im National Register of Historic Places eingetragen.

## Demografische Daten

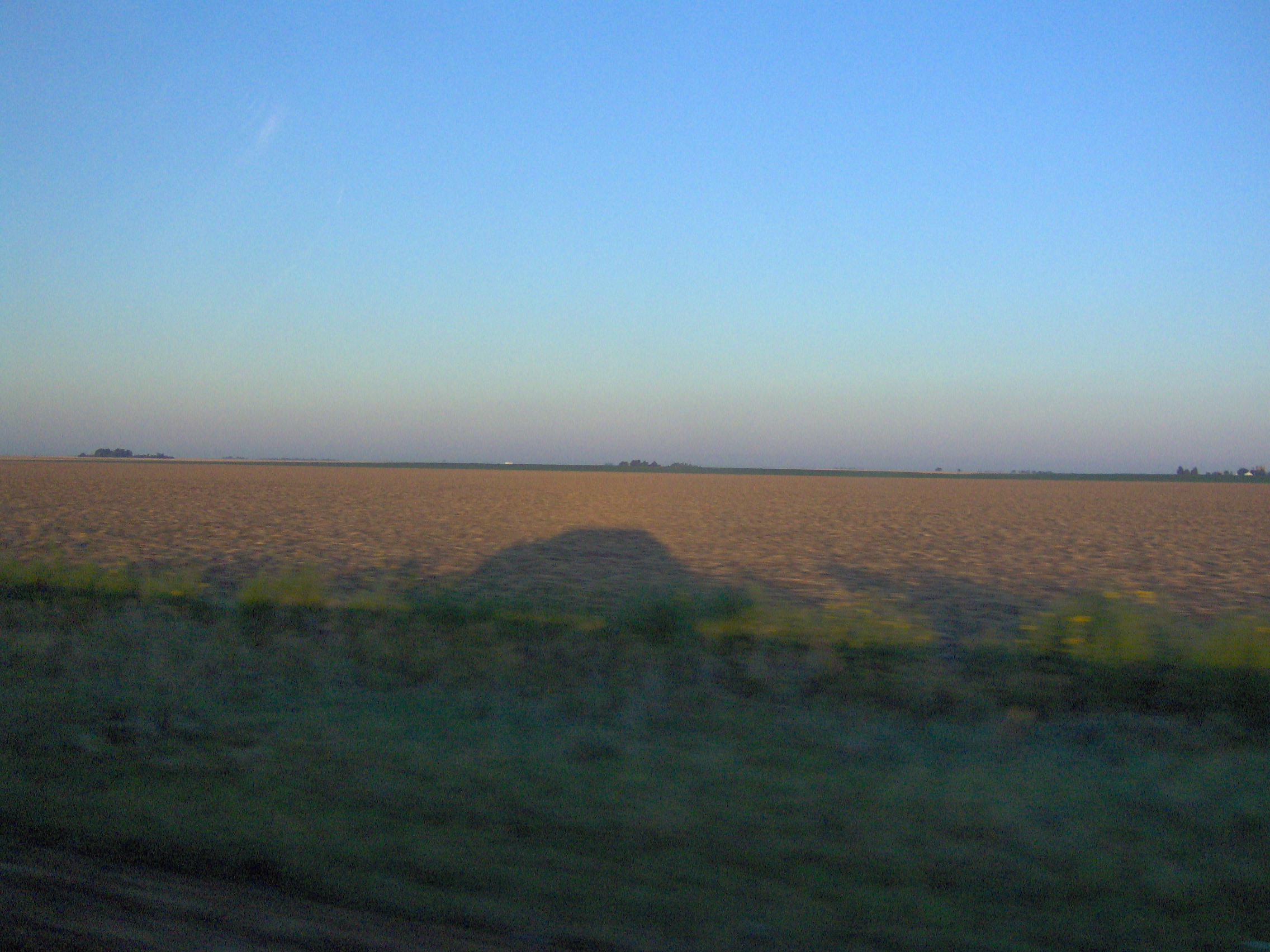
Ebene im Clark County

Nach der Volkszählung im Jahr 2000 lebten im Clark County 2390 Menschen. Davon wohnten 46 Personen in Sammelunterkünften, die anderen Einwohner lebten in 979 Haushalten und 676 Familien im Clark County. Die Bevölkerungsdichte betrug 1 Einwohner pro Quadratkilometer. Ethnisch betrachtet setzte sich die Bevölkerung zusammen aus 95,8 Prozent Weißen, 0,3 Prozent Afroamerikanern, 1,1 Prozent amerikanischen Ureinwohnern, 0,1 Prozent Asiaten und 1,9 Prozent aus anderen ethnischen Gruppen; 0,9 Prozent stammten von 2 oder mehr Ethnien ab. 4,0 Prozent der Bevölkerung waren spanischer oder lateinamerikanischer Abstammung.
Von den 979 Haushalten hatten 30,2 Prozent Kinder unter 18 Jahren, die mit ihnen gemeinsam lebten. 60,3 Prozent waren verheiratete, zusammenlebende Paare, 6,2 Prozent waren allein erziehende Mütter und 30,9 Prozent waren keine Familien. 29,6 Prozent aller Haushalte waren Singlehaushalte und in 17,0 Prozent lebten Menschen mit 65 Jahren oder darüber. Die Durchschnittshaushaltsgröße betrug 2,39 und die durchschnittliche Familiengröße betrug 2,95 Personen.
26,6 Prozent der Bevölkerung waren unter 18 Jahre alt. 4,9 Prozent zwischen 18 und 24 Jahre, 23,1 Prozent zwischen 25 und 44 Jahre, 23,6 Prozent zwischen 45 und 64 Jahre und 21,8 Prozent waren 65 Jahre alt oder älter. Das Durchschnittsalter betrug 42 Jahre. Auf 100 weibliche Personen kamen 95,6 männliche Personen. Auf 100 erwachsene Frauen ab 18 Jahren kamen 88,5 Männer.
Das jährliche Durchschnittseinkommen eines Haushalts betrug 33.857 USD, das Durchschnittseinkommen einer Familie betrug 40.521 USD. Männer hatten ein Durchschnittseinkommen von 27.321 USD, Frauen 20.833 USD. Das Prokopfeinkommen betrug 17.795 USD. 11,3 Prozent der Familien und 12,7 Prozent der Bevölkerung lebten unterhalb der Armutsgrenze.

## Orte im County
- Ashland
- Englewood
- Minneola
- Sitka

Townships
- Appleton Township
- Center Township
- Englewood Township
- Lexington Township
- Liberty Township
- Sitka Township